# Аксёнов, Юрий Александрович
Юрий Александрович Аксёнов (род. 11 августа 1973, Волгоград, РСФСР, СССР) — советский, российский и казахстанский футболист. Выступал за сборную Казахстана.

## Биография
Воспитанник волгоградского Училища олимпийского резерва. Дебютировал во Второй лиге СССР по футболу в 1990 году за ФК «Текстильщик» (Камышин). В 1991 году перешёл в дубль киевского «Динамо». Осенью 1992 года вернулся в Волгоград, выступал за дубль «Ротора», а за его основной состав провёл лишь один матч в Кубке России 1994/95.
После ухода из «Ротора» Аксёнов сменил несколько российских клубов — «Торпедо» (Волжский), «Энергия» (Камышин), «Уралан», «Кристалл» (Смоленск). В составе «Уралана» стал победителем первой лиги-1997 и сыграл 48 матчей (5 голов) в премьер-лиге России.
С 2000 года (с перерывом в 2002) выступал в клубах высшей лиги Казахстана, принял гражданство Казахстана. В составе «Жениса» в 2000 и 2001 годах, в составе «Кайрата» в 2004 году становился чемпионом Казахстана.
20 августа 2003 года дебютировал в сборной Казахстана, выйдя на замену на 69-й минуте матча с Португалией. Ещё 4 матча за национальную команду сыграл в 2004 году, а 18 февраля 2004 года в матче с Латвией забил свой единственный гол за сборную.
Закончил карьеру футболиста в 2008 году. После окончания карьеры игрока работает тренером в Москве.

## Почётные звания
- Финалист Кубка России: 1995.
- Чемпион Премьер-Лиги Казахстана: 2000, 2001, 2004.